# Tricholophia ceylonica
Tricholophia ceylonica là một loài bọ cánh cứng trong họ Cerambycidae.